# Aerolíneas Sudamericanas
Aerolíneas Sudamericanas fue una aerolínea boliviana con base en el Aeropuerto Internacional Viru Viru, ubicado en la ciudad de Santa Cruz de la Sierra, que el 3 de marzo de 2008 inició vuelos locales en Bolivia en las ciudades de Cochabamba, La Paz, Santa Cruz de la Sierra, Sucre, Tarija y Puerto Suárez.
El 19 de mayo de ese mismo año, Aerolíneas Sudamericanas suscribió una alianza estratégica con la compañía Lloyd Aéreo Boliviano a través de la cual se comprometían a compartir operaciones, servicios y demás. Este acuerdo comercial ayudaría a optimizar los recursos y así reducir costos de operación.
Su flota estuvo compuesta únicamente por un Boeing 727-200 (CP-2499), y tuvo planes para adquirir dos más, pero finalmente la aerolínea cesó sus operaciones debido a problemas financieros y a que no se pudo levantar la prohibición de vuelo que diera la DGAC a la aeronave B727-224 por no contar con el servicio de ‘Chequeo C5’ (chequeo por tiempo de servicio y por horas de vuelo) y el ‘Chequeo D’, un chequeo profundo y estructural, que contempla el desarme total de la aeronave, el mismo que tiene un costo de un millón de dólares, exigido a todas las aerolíneas.

## Antiguos destinos
| Países  | Destinos                | Aeropuertos                                |
| ------- | ----------------------- | ------------------------------------------ |
| Bolivia | Cochabamba              | Aeropuerto Internacional Jorge Wilstermann |
| Bolivia | La Paz                  | Aeropuerto Internacional El Alto           |
| Bolivia | Puerto Suárez           | Aeropuerto de Puerto Suárez                |
| Bolivia | Santa Cruz de la Sierra | Aeropuerto Internacional Viru Viru (HUB)   |
| Bolivia | Sucre                   | Aeropuerto Juana Azurduy de Padilla        |
| Bolivia | Tarija                  | Aeropuerto Capitán Oriel Lea Plaza         |